# Подручје око Доситејевог лицеја
Подручје око Доситејевог лицеја је део старог Београда на Дунавској падини у границама некадашње вароши у Шанцу. Као просторно културно-историјска целина има статус културног добра од изузетног значаја и један је од најстаријих и најзначајнијих градских простора у Београду, чије је језгро формирано крајем 18. и почетком 19. века.

## Положај
Обухвата пет блокова на општини Стари град, између улица Краља Петра, Господар Јованове, Капетан Мишине, Симине, Кнегиње Љубице, Браће Југовића, Студентског трга и улице Змаја од Ноћаја. У овој законом заштићеној целини до данас су сачувани првобитни регулациони правци и објекти изузетне урбанистичке, архитектонске и културно-историјске вредности. За неке од њих везано је настајање и деловање најзначајнијих установа у Србији из времена Првог српског устанка, Правитељствујушчег совјета, као прве устаничке владе и Велике школе, као прве више просветне установе. За те објекте везана су и имена изузетних личности српске историје и културе, просветитеља Доситеја Обрадовића и Вука Стефановића Караџића. Првобитне комуникације наслеђене у правцима протезања улица, својим називима везане су за имена изузетно важних историјских личности из ослободилачких борби српског народа: Стојана Чупића („Змаја од Ноћаја“), Филипа Вишњића, Ивана Југовића, Јеврема и Јована Обреновића, Симе Нешића и Мише Анастасијевића.
„Подручје око Доситејевог лицеја“ утврђено је за културно добро 1989. године, а 1990. за културно добро од изузетног значаја. Поред ових пет блокова још два градска блока између улица Змаја од Ноћаја, Цара Уроша, Господар Јованове и Краља Петра су утврђена за културно добро 1999. године и они чине заштићену околину просторне културно-историјске целине „Подручја око Доситејевог лицеја“.
Испод једног дела средишње зоне Београда, тако и испод ове градске целине налази се археолошки локалитет римске културе, цивилног насеља и некрополе „Античког Сингидунума“, настајао у периоду од 2. до 4. века, а који је такође културно добро још од 1964. године.
Архитектонски фонд седам блокова ове целине одликује стилска и висинска разноликост, неуједначеност и контраст. Очувани су примери исламске архитектуре, оријентално-балканске, све до прелазних примера балканске ка европској архитектури, затим примери монументалних кућа у стиловима неокласицизма (академизма), романтизма, међуратног модернизма и објеката савремене архитектуре. Ретке приземне и једноспратне куће дочаравају некадашњи амбијент старе београдске вароши, док бројније академски и модернистички обликоване претежно четвороспратнице указују на изузетан развој Београда између два светска рата. У мањем броју вишеспратни објекти савремене архитектуре настали у распону од седме и осме деценије 20. века све до почетка 21-ог, у снажном су стилском и висинском контрасту према најраније изграђеним приземним кућама. У оквиру ове просторне културно-историјске целине и њене заштићене околине одређени објекти су због свог великог значаја и појединачно утврђени за споменике културе, а груписани су у највећем броју дуж Господар Јевремове улице, која је сачувала трасу једног од важнијих путева из времена антике и средњег века.

## Засебни споменици културе

### Бајракли џамија
Бајракли џамија у Господар Јевремовој 11 изграђена је у раздобљу између 1660. и 1688. године, као задужбина султана Сулејмана II. Представља једини сачувани објекат турске верске архитектуре у Београду. Назив датира од осамдесетих година 18. века, када је на џамији био истицан барјак као знак за почетак молитве у свим варошким џамијама. За време аустријске владавине 1717-1739. године била је претворена у католичку цркву, а са повратком Турака обновљена у џамију. Унутрашња декорација је веома скромна. Отвори на грађевини завршавају се карактеристичним преломљеним луцима. Џамија је утврђена за споменик културе 1946, а 1979. године за културно добро од великог значаја.

### Велика школа Ивана Југовића
У првобитној згради Велике школе у дворишној згради Господар Јевремове 22, која је изграђена у другој половини 18. века, свечаном беседом Доситеја Обрадовића 1808. године отворена је Велика школа, прва виша просветна установа у Србији. Њен оснивач и први професор био је Иван Југовић,  писар и секретар Правитељствујушчег совјета, устанички дипломата и министар просвете после Доситеја Обрадовића. Улична зграда је зидана 1862. године и везана је за историју сукоба Срба и Турака.
Зграда Доситејевог лицеја у Господар Јевремовој 21 изграђена између 1739. и 1789. године један је од најстаријих објеката стамбене намене у Београду. Налази се у средишту ове целине, која је по њој и добила назив. Грађевина је задржала одлике оријентално-балканске архитектуре са еркерима на спрату и специфичном обрадом фасаде. Грађена је у дрвеној (бондручној) конструкцији са испуном од опеке у кречном малтеру, а покривена ћерамидом.
Почетком 19. века јој је додата и споредна просторија оџаклија. Кућа која је ограђена зиданом оградом, најверније дочарава амбијент тог времена и висок друштвени положај власника. Представља највиши степен градитељске културе богатијег слоја турског становништва после завршених аустро-турских ратова, а пред почетак оружаних устанака српског становништва. У овој згради је између 1809. и 1813. године наставила са радом Велика школа професора Ивана Југовића. Данас се у њој налази Музеј Вука и Доситеја

### Божићева кућа
Божићева кућа у Господар Јевремовој 19 из краја 18. века представља значајан објекат оријентално-балканске архитектуре, обликован у реконструкцији 1836. године. Служила је као кућа Милоја Г. Божића, трговца и пословног сарадника кнеза Милоша Обреновића, који је завршио Велику школу. Има наткривен улаз (портик), а у на супротној страни у задњем делу куће карактеристичну истурену нишу. Од треће деценије 20. века кућа је једно време била стан и атеље вајара Томe Росандића, а касније се звала „Уметничка кућа“ у којој је становало и радило више познатих уметника. Од 1955. године у њој се налази Музеј позоришне уметности. Кућа је утврђена за споменик културе 1946. године, а 1979. за споменик културе од великог значаја.

### Турбе шеих Мустафе
Турбе шеих Мустафе у Вишњићевој 1 из 1783. године и подрумски зидови суседне зграде једини су остаци ограђеног комплекса исламске Текије (манастира дервишког монашког реда) хаџи шеиха Мухамеда из средине 17. века.
У овој приземној згради која је порушена 1892. године, између 1808. и 1813. године заседала је прва устаничка влада Србије, Правитељствујушчи совјет српски, а краће време је у њој становао и Доситеј Обрадовић, велики српски писац и просветитељ, члан Совјета и први његов министар просвете. У турбету је најпре био гроб шеиха текије, Мустафе из садијског дервишког реда, а касније су ту сахрањена још двојица текијских старешина.Турбе шеих Мустафе је 1948. године утврђено за споменик културе, а 1979. за културно добро од великог значаја.

### Кућа вајара Драгомира Арамбашића
Кућа вајара Драгомира Арамбашића у дворишту Господар Јевремове 20, изграђена је 1906. године по пројекту истакнутог архитекте Бранка Таназевића.
Изведена је у стилу академизма, али са елементима сецесије у декорацији и обради фасаде. Налази се у непосредној близини претходно наведених најстаријих објеката целине и представља модерну архитектуру на почетку 20. века и у самом језгру ове целине показује континуитет развоја београдске архитектуре и њене трансформације из оријентално-балканске ка европској вароши. Данас се кућа користи као део дечјег вртића „Лептирић“. Утврђена је за споменик културе 1987. године.
Приземне куће у Господар Јевремовој 24, Вишњићевој 2, 2а и 2б, Симиној 1, 3, 5 и 7 иако су настајале у различитим временима имају заједничку вредност у очувању амбијента старог Београда и повезивању свих грађевинских слојева ове заштићене целине. Од објеката који су некада постојали на овом простору не треба заборавити Кизлар-агину џамију (зграду турске полиције) на месту зграде у Браће Југовића 12 из краја 16. и почетка 17. века, кућу Узун Мирка Апостоловића на месту испод Текије у Вишњићевој улици из 19. века, џамију хаџи Мустафе Чебеџије на месту Господар Јевремове 31 из 16. века, кућу у Косачиној бр.1 на месту Господар Јевремове 15, Хаџи Риџалов конак из краја 18. века на чијем је месту касније у 19. веку била подигнута велика приземна зграда у којој је радила градска полиција одн. Управа града Београда, у којој је био и чувени затвор Главњача. зграда се налазила на месту данашњег Природно-математичког факултета. Сачувани објекти, због вишеслојног значаја, архитектонско-урбанистичких квалитета и старине спадају у највредније споменике Београда и Србије.
У оквиру ових седам блокова просторне културно-историјске целине и њене заштићене околине налазе се између осталих и зграде Галерије фресака, Јеврејског историјског музеја, основне школе „Мика Петровић Алас“ и хотела „Ројал“.

## Галерија
- Ентеријер, диванхана, С.Неговановић
- Основе, пресек текије, по плановима инжењера Чуковића, документација Завода
- Спомен плоча на месту Текије, С.Неговановић
- Спомен плоча Велика школа, С.Неговановић
- Цртеж уличне фасаде, документација Завода
- Београд око Бајракли џамије, 1895, М.Јовановић, Музеј града Београда